# Holcopogoníneos
Holcopogoníneos (Holcopogoninae) é uma subfamília da família dos autostiquídeos (Autostichidae) de insectos da ordem Lepidoptera.

## Géneros
Contém os seguintes géneros:
- Arragonia
- Charadraula
- Gigantoletria
- Gobiletria
- Heringita
- Hesperesta
- Holcopogon
- Ilionarsis
- Turatia